# Åsa Sjöström (fotograf)
Åsa Sjöström, född den 8 juli 1976 i Göteborg, är en svensk fotograf.
Åsa Sjöström är utbildad på Nordens Fotoskola, Biskops-Arnö. Hennes bilder har uppmärksammats med två World Press Photo awards, 2006 och 2015 och flera tillfällen i tävlingen Årets bild. År 2006 vann Sjöström som första svenska kvinna första pris i World Press photo med en serie om en  balettskola i Moldavien, i klassen Arts and entertainment. Hennes arbete handlar oftast sociala ämnen, och främst kvinnor och barn. Åsa Sjöström har blivit nominerad till Röda Korsets journalistpris två gånger och Unicef Photo Award två gånger för sina bildreportage om barn och trafficking. År 2018 tilldelades hon Lars Tunbjörk-priset. Hon har varit yrkesverksam som fotograf sedan 2003 och mellan åren 2005 och 2013 var Åsa Sjöström anställd som fotograf på Sydsvenskan i Malmö. 

## Priser och utmärkelser
- 2004 2:a pris, Årets bild, sportreportage
- 2006 1:a pris World Press Photo Arts and Entertainment
- 2006 1:a pris Årets bild, Sport Feature
- 2006 3:e pris, Årets bild, Bildreportage Sverige
- 2006 3:e pris, Årets bild, utländskt vardagsliv
- 2006 Anna Lindhs minnesfonds stipendium för reportage om trafficking i Moldavien
- 2007 Nominerad till Joop Swart Masterclass
- 2008 2:a pris, Årets bild, feature
- 2008 Hedersomnämnande svenska Röda Korsets journalistpris för reportage om båtflyktingar i Senegal
- 2010 2:a pris, Årets bild, Porträtt
- 2011 Bonniers journaliststipendium
- 2011 Cancer- och trafikskadades journalistpris
- 2012  Hedersomnämnande i Unicef Photo award för ett reportage om häxförläggningar i Ghana
- 2012 1:a pris, Årets BIld, Svenskt vardagsliv
- 2012 2:a pris, Årets bild, Utländskt vardagsliv
- 2012 Hedersomnämnande svenska Röda Korsets journalistpris för reportage om Afrikas Horn
- 2013 3:e pris, Årets bild, Sverigereportage
- 2015 1:a pris Årets Bild, Porträtt
- 2015 2:a pris World press Photo Daily Life
- 2015 3:e pris Pictures of the year International Portrait
- 2015 Hedersomnämnande Unicef photo Award för ett reportage om barn i Moldavien
- 2018 Lars Tunbjörk-priset